# Fasciculipora digitata
Fasciculipora digitata är en mossdjursart som beskrevs av Busk 1875. Fasciculipora digitata ingår i släktet Fasciculipora och familjen Frondiporidae. Inga underarter finns listade i Catalogue of Life.